# L-матриця
L-матриці — клас матриць в математиці, всі елементи яких на головній діагоналі додатні, а всі інші не перевищують нуля, тобто:
{\displaystyle L=(\ell _{ij});\quad \ell _{ii}>0;\quad \ell _{ij}\leq 0,\quad i\neq j.}